# Corsier
Corsier es una comuna suiza del cantón de Ginebra, situado en la orilla izquierda del Lago Léman. Limita al norte con la comuna de Anières, al este con Gy, al sur con Meinier y Collonge-Bellerive, y al oeste con Versoix y Mies (VD).
El nombre de Corsier vendría de Curtiacum, la finca de un rico romano llamado Curtius.